# 5 guldenów gdańskich wzór 1923
5 guldenów gdańskich wzór 1923 – moneta pięcioguldenowa, wprowadzona do obiegu 18 grudnia 1923 r., po ustanowieniu 20 listopada 1923 r. przez sejm i senat Wolnego Miasta Gdańska nowej waluty – guldena gdańskiego, równego stu fenigom gdańskim. Moneta została wycofana z obiegu 1 kwietnia 1932 r., rozporządzeniem Senatu Wolnego Miasta Gdańska z 18 grudnia 1931 r.

## Awers
W centralnej części umieszczono na tarczy herb Gdańska, podtrzymywany z obydwu stron przez lwy, nad herbem gwiazda, pod herbem i lwami linia łamana, a pod nią napis „5 Gulden”.

## Rewers
Na tej stronie umieszczono gdański kościół Marii Panny, dookoła otokowo napis „Freie Stadt Danzig * Fünf Gulden *” (pol.: Wolne Miasto Gdańsk Pięć Guldenów), a za nim rok 1923 albo 1927.

## Rant
Na rancie umieszczono wklęsły napis: „NEC * TEMERE * NEC * TIMIDE*”, tzn. ani lekkomyślnie, ani bojaźliwie.

## Nakład
Monetę bito stemplem odwróconym w mennicach w Utrechcie (1923) i Berlinie (1927), w srebrze próby 750, na krążku o średnicy 35 mm, masie 24,9 grama. Autorem projektu był F.Fischer.
Nakłady monety w poszczególnych latach przedstawiały się następująco:
| Lp. | Rocznik | Nakład (sztuk) | Uwagi                                    | Zdjęcie |
| --- | ------- | -------------- | ---------------------------------------- | ------- |
| 1   | 1923    | 700 500        | istnieją monety bite stemplem lustrzanym |         |
| 2   | 1927    | 160 000        | istnieją monety bite stemplem lustrzanym |         |

## Opis
Moneta została zastąpiona w obiegu przez dwie srebrne, o obniżonej próbie kruszcu, pięcioguldenówki gdańskie z roku 1932, przedstawiające na rewersach:
- Kościół Marii Panny oraz
- żurawia portowego